# 코테키노 모데나

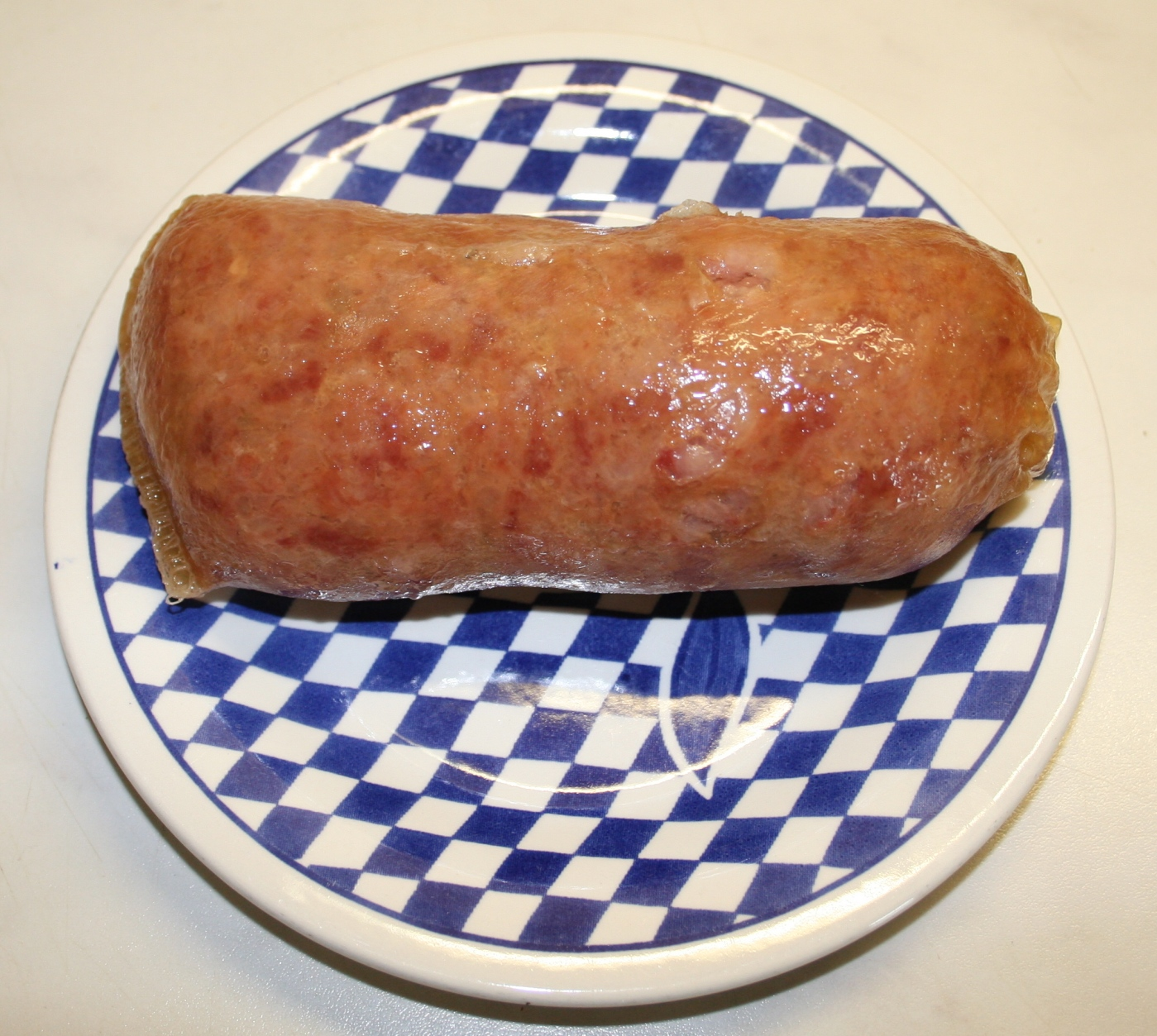
요리 준비하기

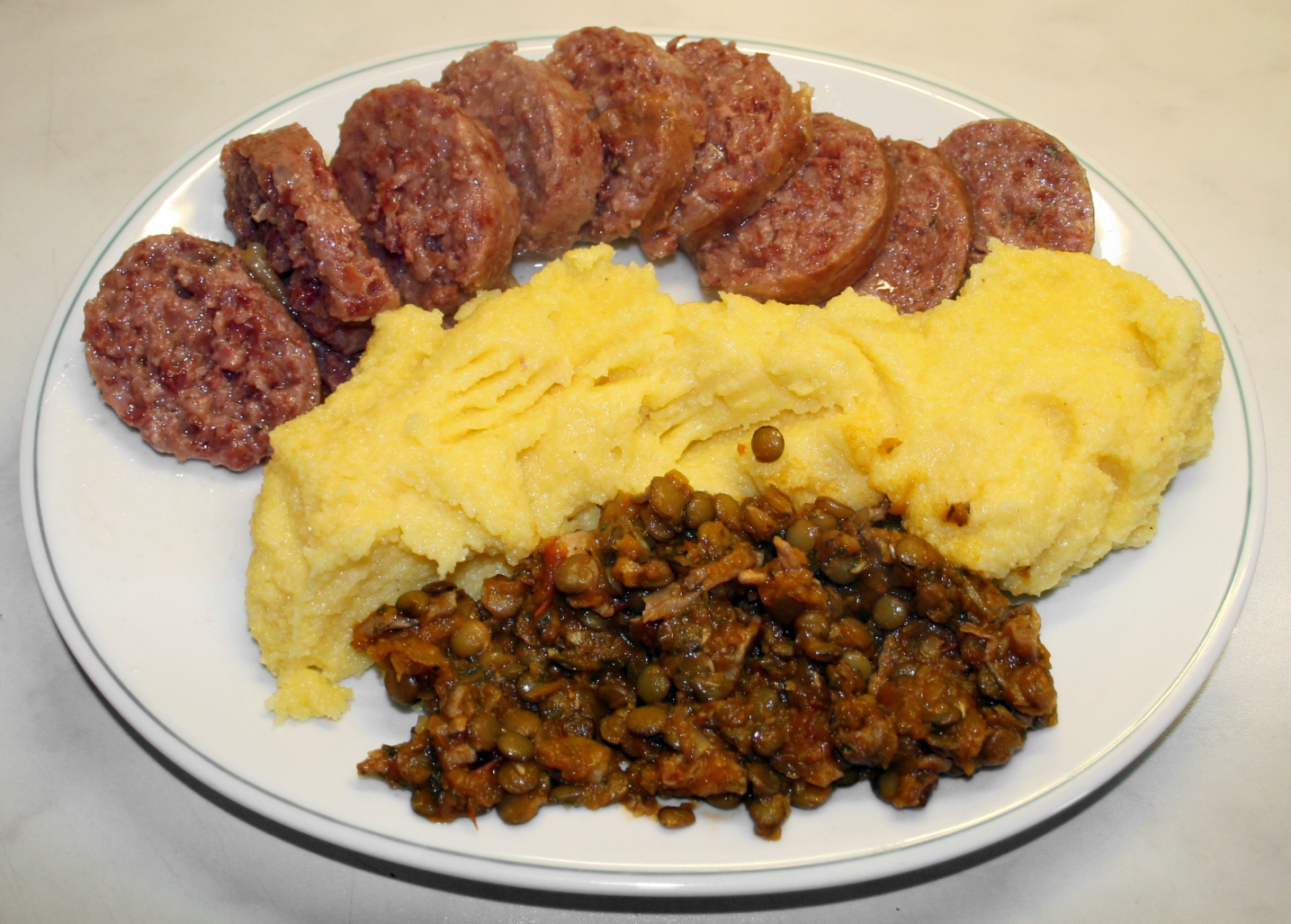
완두콩과 함께 내놓은 코테키노

코테키노 모데나(이탈리아어: Cotechino Modena)는 이탈리아 모데나 지방에서 돼지고기로 만드는 신선한 햄의 일종으로 지리적 표시 보호(PGI)를 받고 있는 고유한 햄의 이름이다. 유사한 종류인 잠포네 모데나(Zampone Modena)는 밀접하게 관련돼 있는 것으로 역시 지리적 표시 보호(PGI) 지위를 획득한 것이다.
코테키노의 원류는 1511년으로 거슬러 올라가며 가벨로 지역이 원산이다. 사람들은 고기를 저장하고 얇게 썰어내는 법을 알아야 했기 때문에 코테키노를 만들게 됐다.
18세기 경 당시 대중적이던 노란 빛의 햄보다 훨씬 보편화 됐으며 19세기부터는 대량 생산 체제를 갖추게 된다.
코테키노는 완두콩이나 카넬리니 콩과 함께 내놓으며 으깬 감자를 함께 보태 특별히 신년 맞이 음식으로 먹는다.